# Раннеимбрийская эпоха

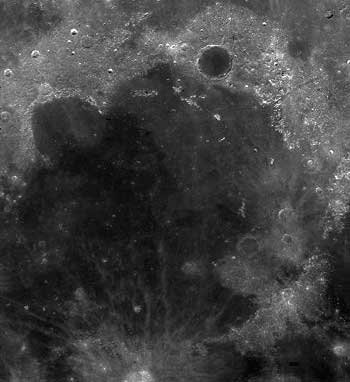
Море Дождей

Раннеимбрийская эпоха — эпоха геологической истории Луны, первая часть имбрийского периода. Началась 3,85 млрд лет назад и продолжалась около 50 млн лет. Начало эпохи связано с образованием бассейна Моря Дождей (Mare Imbrium), давшего название периоду, а конец — с образованием бассейна Моря Восточного. Также в этой эпохе, вероятно, появились бассейны Шрёдингер и Комптон.